# 橘圭
橘 圭（たちばな けい、11月10日 - ）は、日本のゲームシナリオライター。神奈川大学第二工学部在学中に新声社のアーケードゲーム専門誌「ゲーメスト」のライター。ライター名「APAPA」、編集者を経て、ゲームシナリオライター、ライトノベルの執筆なども手掛ける。現在、ゲーム専門学校の講師も兼ねる。

## 来歴
- 神奈川大学第二工学部電気工学科卒
- 新声社・アーケードゲーム専門誌「ゲーメスト」ライター
- ゲームシナリオライター、ライトノベル作家

## 人物
作家・水城正太郎をリーダーとするフリークリエイター集団A-TEAMに所属している。また、バンタンゲームアカデミーにてシナリオライター科の講師。

### エピソード
神奈川大学第二工学部在学中に、新声社刊行のアーケードゲーム専門誌「ゲーメスト」にて、ライター、編集、デザイナー、レイアウトなどを担当するようになり、卒業後もそのままライターとして執筆。また、同社による、女性ゲームキャラクターを特集したゲーメスト別冊「ギャルズアイランド」、同じく雑誌ゲーメストにて連載したパズルをまとめた単行本「ゲーメストのパズルだよ！」等を担当した。ゲーメスト誌は記事を「ライター記名制」としており、ライター名「APAPA」として、パズルゲームの記事などに執筆が多い。また、「”APAPA”さんの同人コーナー」というコーナー記事を持っていた。

## 参加作品リスト
- 新声社・アーケードゲーム専門誌「ゲーメスト」各号
- 新声社・ゲーメスト別冊「ギャルズアイランド」
- 新声社・ゲーメスト別冊「ゲーメストのパズルだよ！」
- 新声社・ゲーメスト「謎本」シリーズ「スト2の謎」「餓狼伝説の謎」「龍虎の謎」「ヴァンパイア ハンターの謎」「侍魂の謎」「KOFの謎」
- 2002年「いきなりはっぴいべる」ビジュアルファンブック（エンターブレイン）
- 2002年「UNIV」ビジュアルファンブック（エンターブレイン）
- 2002年「H-アッシュ-」ビジュアルファンブック（エンターブレイン）
- 2002年「初恋」ビジュアルファンブック（エンターブレイン）
- 2003年「だぶるまいんど」ビジュアルファンブック（エンターブレイン）
- 2003年「ANGELIUM」ビジュアルファンブック（エンターブレイン）
- 2003年「SAKURA～雪月華～」ビジュアルファンブック（エンターブレイン）
- 2003年「すくみずフェチ☆になるもん！」ビジュアルファンブック（（エンターブレイン）
- 2004年「夏色☆こみゅにけ～しょん♪」ビジュアルファンブック（エンターブレイン）
- 富士見ファンタジア文庫「創聖のアクエリオン」(アニメノベライズ)
- JIVE CHARACTER NOVELS「CLANNADアンソロジー・ノベル」
- 「CLANNAD アンソロジー・ノベル」にて、小説「影二つ～帰り着くべきところ～」
- 一迅社「リトルバスターズ!」アンソロジーノベル「リトルバスターズ!」アンソロジーノベルにて、小説「LittleJumper」
- 2008年ニンテンドーDS用ソフト「絶対可憐チルドレンDS　第四のチルドレン」(コナミデジタルエンタテインメント)シナリオライター一部シナリオ
- 2010年6月13日五代塾公演「六月の奇跡」脚本協力五代塾公演
- 2011年7月9日五代塾公演第2弾「オワゾ・ブルー」脚本原案 五代塾公演
- 2011年ニンテンドーDS用ソフト「名探偵コナン 蒼き宝石の輪舞曲」(バンダイナムコゲームス)シナリオライター一部シナリオ
- 2012年ニンテンドーDS用ソフト「名探偵コナン 過去からの前奏曲」(バンダイナムコゲームス)シナリオライター一部シナリオ
- 2013年ソーシャルゲーム「アスタロード～天空の覇者～」(デジタルガレージ)シナリオ執筆
- 2013年10月16日朗読劇用脚本「アローネファミリーが家族になった日」（原作：児玉翔矢）若手声優団体声珈琲「VoiceCafe」公演
- 「君がいた季節（フルリメイク版）」（アージュ）一部シナリオ
- 「廻り巡ればめぐるときっ!?」（キャラメルBOXいちご味）一部シナリオ
- 「OL玩弄遊具～淫逆のオフィス～ 」
- 「かなえてあげる」（ハイソフト）一部シナリオ執筆（「橘けい」名義）
- 「ホワイトフェザー」（未発売）一部シナリオ執筆監督
- 「東京魔迷奴」（戯作座・竜人社）シナリオ修正、音声台本作成、音声演出担当
- ニンテンドーDS用ソフト「ラグナロクオンラインDS」初回特典小冊子、企画、執筆その他
- 「G-revolution」（ホビー・データ）
- 「戦闘世紀ヴァルハリア」（ホビー・データ）